# Clash on Broadway
Clash on Broadway je trostruki kompilacijski box set grupe The Clash. Ovaj box set pokriva njihovu cjelokupnu karijeru, izuzev albuma Cut the Crap i na njemu se nalaze neke neobjavljene pjesme grupe kao i alternativne verzije nekih njihovih hitova. 

## Popis pjesama
Sve skladbe napisali su Mick Jones i Joe Strummer, osim gdje je drugačije naznačeno.

### Disk 1
1. "Janie Jones" (demo) – 2:11
2. "Career Opportunities" (demo) – 1:58
3. "White Riot" – 1:59
4. "1977" – 1:41
5. "I'm So Bored with the USA" – 2:25
6. "Hate and War" – 2:06
7. "What's My Name" (Jones, Keith Levene, Strummer) – 1:40
8. "Deny" – 3:05
9. "London's Burning" – 2:10
10. "Protex Blue" – 1:46
11. "Police and Thieves" (Junior Murvin, Lee Scratch Perry) – 6:00
12. "48 Hours" – 1:36
13. "Cheat" – 2:07
14. "Garageland" – 3:14
15. "Capital Radio One" – 2:09
16. "Complete Control" – 3:14
17. "Clash City Rockers" – 3:49
18. "City of the Dead" – 2:24
19. "Jail Guitar Doors" – 3:05
20. "The Prisoner" – 3:00
21. "(White Man) in Hammersmith Palais" – 4:01
22. "Pressure Drop" (Toots Hibbert) – 3:26
23. "1-2 Crush on You" – 3:01
24. "English Civil War" (uživo) (Strummer, Jones, tradicionalna) – 2:41
25. "I Fought the Law" (uživo) (Sonny Curtis) – 2:26

### Disk 2
1. "Safe European Home" – 3:51
2. "Tommy Gun" – 3:17
3. "Julie's Been Working for the Drug Squad" – 3:04
4. "Stay Free" – 3:40
5. "One Emotion" – 4:40
6. "Groovy Times" – 3:30
7. "Gates of the West" – 3:27
8. "Armagideon Time" (Willie Williams, Jackie Mittoo) – 3:50
9. "London Calling" – 3:20
10. "Brand New Cadillac" (Vince Taylor) – 2:10
11. "Rudie Can't Fail" – 3:30
12. "The Guns of Brixton" (Paul Simonon) – 3:11
13. "Spanish Bombs" – 3:20
14. "Lost in the Supermarket" – 3:48
15. "The Right Profile" – 3:55
16. "The Card Cheat" – 3:51
17. "Death or Glory" – 3:57
18. "Clampdown" – 3:50
19. "Train in Vain" – 3:11
20. "Bankrobber" – 4:33

### Disk 3
1. "Police on My Back" (Eddy Grant) – 3:18
2. "The Magnificent Seven" – 5:33
3. "The Leader" – 1:42
4. "The Call Up" – 5:28
5. "Somebody Got Murdered" – 3:35
6. "Washington Bullets" – 3:52
7. "Broadway" – 4:57
8. "Lightning Strikes" (uživo) – 3:38
9. "Every Little Bit Hurts" (Ed Cobb) – 4:38
10. "Stop the World" – 2:33
11. "Midnight to Stevens" – 4:39
12. "This Is Radio Clash" – 4:11
13. "Cool Confusion" – 3:15
14. "Red Angel Dragnet" – 3:25
15. "Ghetto Defendant" – 4:15
16. "Rock the Casbah"  – 3:42
17. "Should I Stay or Should I Go"  – 3:09
18. "Straight to Hell" – 6:56
19. "The Street Parade" – 3:27

## Vanjske poveznice
- allmusic.com - Clash on Broadway